# Аглабиди
Аглабиди су династија емира, чланова арапског племена Бани Тамим, који су владали Ифрикијом (северна Африка), номинално у име абасидског калифа, око једног века, док нису збачени од стране Фатимида.
Оснивач династије је Ибрахим ибн ел Аглаб којем је Харун ел Рашид дао 800. године у наследни посед Керуан с Тунисом, западном Триполитанијом и источним Алжиром. Аглабиди су своју власт ширили према Сицилији и византијским областима јужне Италије (Сарацени). Василије I потиснуо их је из јужне Италије (876—886), а устанак Бербера сломио им је власт. Године 909. Бербери протерују у Египат последњег Аглабида, калифа Зијадата Алаха III.

## Аглабидски владари
- Ибрахим I ибн ел Аглаб ибн Салим (800—812)
- Абдулах I ибн Ибрахим (812—817)
- Зијадат Алах I ибн Ибрахим (817—838)
- Ел Аглаб Абу Афан ибн Ибрахим (838—841)
- Мухамед I Абул-Абас ибн ел Аглаб Аби Афан (841—856)
- Ахмед ибн Мухамед (856—863)
- Зијадат Алах II ибн Аби ел Абас (863)
- Мухамед II ибн Ахмед (863—875)
- Ибрахим II ибн Ахмед (875—902)
- Абдулах II ибн Ибрахим (902—903)
- Зијадат Алах III ибн Абдила (903—909)